# Verduistering (misdrijf)
Verduistering is het zich opzettelijk wederrechtelijk toeëigenen van een goed dat aan een ander toebehoort welk goed  men anders dan als gevolg van een misdrijf onder zich heeft. Het is in Nederland strafbaar gesteld in het Wetboek van Strafrecht, art. 321-325 en het Wetboek van Strafrecht BES, art. 334-338 en er staat een maximumstraf op van drie jaar of een geldboete van de vijfde categorie.

## Verschil met diefstal
Verduistering lijkt op diefstal. Het kenmerkende verschil is dat er geen sprake is van het 'wegnemen' van een goed: de verduisteraar heeft het al rechtmatig onder zich. De verduisteraar kan het goed bijvoorbeeld geleend of gehuurd hebben van de eigenaar of om andere, rechtmatige redenen onder zich hebben.
Een voorbeeld van verduistering is het lenen van een boek uit de bibliotheek, waarbij de lener besluit op een gegeven moment het boek nooit meer terug te brengen en het voor zichzelf te houden.

## Verzwarende omstandigheden
Wie voor zijn beroep de goederen van de werkgever in beheer heeft en zich die wederrechtelijk toe-eigent, maakt zich schuldig aan verduistering in dienstbetrekking. Dit geldt in Nederland als een gekwalificeerd misdrijf en wordt dus strenger bestraft, en wel met een gevangenisstraf van vier jaren of een geldboete van de vijfde categorie. Ook kan men uit zijn beroep ontzet worden.
Eveneens gekwalificeerd is verduistering door iemand, die door de wet is aangewezen als bewaarder, waarbij te denken is aan de voogd, de curator of de vereffenaar van een nalatenschap. De maximum gevangenisstraf wordt dan vijf jaar.
| Wet(boek)    | Strafrecht |
| Artikel      | 321-325, 361 |
| Omschrijving | 321 - Hij die opzettelijk enig goed dat geheel of ten dele aan een ander toebehoort en dat hij anders dan door misdrijf onder zich heeft, wederrechtelijk zich toe-eigent, wordt, als schuldig aan verduistering, gestraft met gevangenisstraf van ten hoogste 3 jaren of geldboete van vijfde categorie. 322 - Verduistering gepleegd door hem die het goed uit hoofde van zijn persoonlijke dienstbetrekking of van zijn beroep, of tegen geldelijke vergoeding onder zich heeft, wordt gestraft met gevangenisstraf van ten hoogste 4 jaren of geldboete van vijfde categorie. 323 - Verduistering gepleegd door hem wie het goed uit noodzaak in bewaring is gegeven, of door voogden, curators, bewindvoerders, executeurs van nalatenschap, door rechter benoemde vereffenaars van nalatenschap of gemeenschap of beheerders van instellingen van weldadigheid of van stichtingen, ten opzichte van enig goed dat zij als zodanig onder zich hebben, wordt gestraft met gevangenisstraf van ten hoogste 5 jaren of geldboete van vijfde categorie. 323a - Hij die opzettelijk en wederrechtelijk een subsidie die met bepaald doel door of vanwege de Europese Gemeenschappen is verstrekt, aanwendt voor andere doeleinden dan waarvoor zij is verstrekt, wordt gestraft met gevangenisstraf van ten hoogste 3 jaren of geldboete van vijfde categorie. 324 - De bepaling van art. 316 is op de in deze titel omschreven misdrijven van toepassing. 325 - 1 Bij veroordeling wegens een van in deze titel omschreven misdrijven, kan de rechter de openbaarmaking van zijn uitspraak gelasten en ontzetting uitspreken van in art. 28, 1e lid, onder 1, 2 en 4, vermelde rechten. 2 Indien de schuldige het misdrijf in zijn beroep begaat, kan hij van uitoefening van dat beroep worden ontzet. 361 - 1 De ambtenaar of een ander met enige openbare dienst voortdurend of tijdelijk belast persoon, die opzettelijk zaken bestemd om voor de bevoegde macht tot overtuiging of bewijs te dienen, akten, bescheiden of registers, welke hij in zijn bediening onder zich heeft verduistert, vernielt, beschadigt of onbruikbaar maakt, of toelaat dat zij door een ander worden weggemaakt, vernield, beschadigd of onbruikbaar gemaakt, of die ander daarbij als medeplichtige ter zijde staat, wordt gestraft met gevangenisstraf van ten hoogste vier jaren en zes maanden of geldboete van de vijfde categorie. |

| Wet(boek)    | Strafrecht BES |
| Artikel      | 334-338 |
| Omschrijving | 334 - Hij die opzettelijk eenig goed dat geheel of ten deele aan een ander toebehoort en dat hij anders dan door misdrijf onder zich heeft, wederrechtelijk zich toe-eigent, wordt, als schuldig aan verduistering, gestraft met gevangenisstraf van ten hoogste drie jaren of geldboete van de eerste categorie. 335 - Verduistering gepleegd door hem die het goed uit hoofde van zijne persoonlijke dienstbetrekking of van zijn beroep, of tegen geldelijke vergoeding onder zich heeft, wordt gestraft met gevangenisstraf van ten hoogste vier jaren. 335a - Indien een der in de artikelen 334 en 335 omschreven feiten wordt gepleegd met het oogmerk om een terroristisch misdrijf voor te bereiden of gemakkelijk te maken, wordt de op het feit gestelde gevangenisstraf met een derde verhoogd. 336 - Verduistering gepleegd door hem wien het goed uit noodzaak in bewaring is gegeven, of door voogden, curators, bewindvoerders, uitvoerders van uiterste wilsbeschikkingen of beheerders van verenigingen of van stichtingen, ten opzichte van eenig goed dat zij als zoodanig onder zich hebben, wordt gestraft met gevangenisstraf van ten hoogste vijf jaren. 336a - Hij die opzettelijk en wederrechtelijk een subsidie die met een bepaald doel door of vanwege de Europese Gemeenschappen is verstrekt, aanwendt voor andere doeleinden dan waarvoor zij is verstrekt, wordt gestraft met gevangenisstraf van ten hoogste drie jaren of een geldboete van de vierde categorie. 337 - De bepaling van artikel 329 is op de in dezen Titel omschreven misdrijven van toepassing. 338-1 - Bij veroordeeling wegens een der in dezen Titel omschreven misdrijven, kan de rechter de openbaarmaking zijner uitspraak gelasten en ontzetting uitspreken van de in artikel 32, N°. 1–4, vermelde rechten. 338-2 - Indien de schuldige het misdrijf in zijn beroep begaat, kan hij van de uitoefening van dat beroep worden ontzet. |